# Galvanomètre

Un galvanomètre est l'un des modèles d'ampèremètre de type analogique. L'appareil est muni d'une aiguille permettant de visualiser la mesure. L'aiguille est chargée d'amplifier visuellement un mouvement, elle permet la lecture directe en se déplaçant devant une échelle graduée avec les valeurs à mesurer. Souvent, l'échelle graduée est munie dans sa partie basse d'un miroir correcteur de parallaxe, permettant d'éviter les erreurs de lecture.

## Histoire
L'appareil doit son nom à Luigi Galvani. Le premier galvanomètre fut construit par Johann Schweigger (en), originaire de Nuremberg, à l'Université de Halle le 16 septembre 1820. André-Marie Ampère contribua ensuite au développement du galvanomètre. Leopoldo Nobili perfectionna l'instrument en le soustrayant à l'influence du champ magnétique terrestre (galvanomètre astatique). Arsène d'Arsonval inventa un modèle adapté à la mesure de très faibles courants en électrophysiologie (le galvanomètre balistique). De plus, un galvanomètre à eau est l'appareil le plus utilisé dans l'industrie hydroélectrique.

## Types

### A cadre mobile (ou magnéto-électrique)

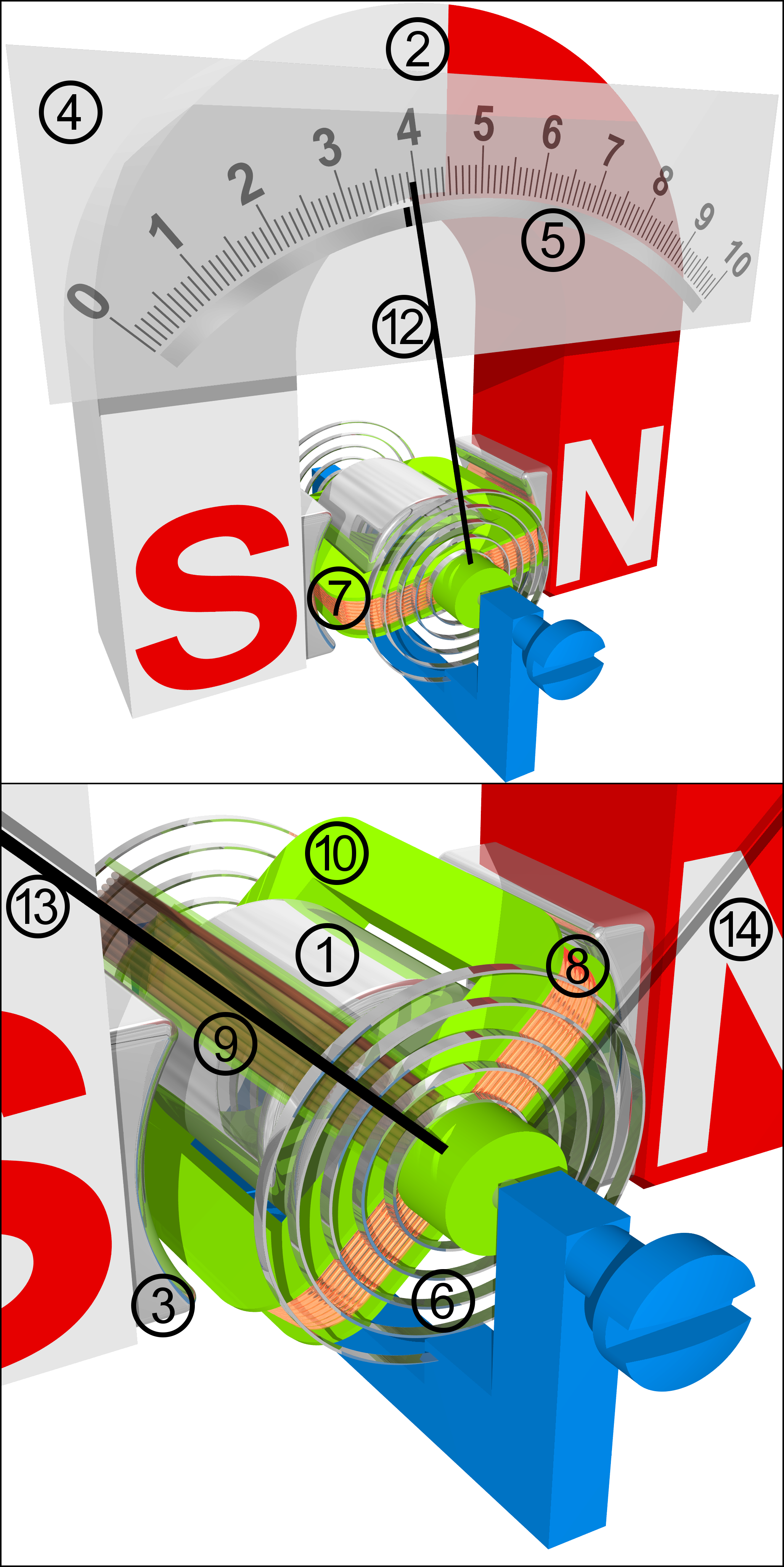

Un galvanomètre à cadre mobile, appelé aussi magnéto électrique, ou mouvement d'Arsonval, est constitué d'une bobine montée sur pivot, baignant dans le champ magnétique d'un aimant fixe, sur cette bobine est fixée l'aiguille de visualisation et 2  ressorts , antagonistes , ou spiral(raux) , chargé(s) de rappeler l'équipage mobile dans la position indiquant le zéro, ainsi que d'alimenter la bobine mobile.
- La bobine de faible impédance est branchée en série dans le circuit où circule le courant à mesurer.
- Le courant, en traversant la bobine, induit dans celle-ci un champ électromagnétique, ce qui provoque un pivotement par répulsion des champs magnétiques. Plus le courant est intense plus la bobine bascule.

Ce système est le plus précis, mais aussi le plus fragile. Il ne fonctionne qu'en courant continu. Les appareils magnéto électriques mesurent des valeurs moyennes.
Il existe des versions magnéto-électrique à redresseur permettant une mesure en courant alternatif sinusoïdal, mais donnant des valeurs faussées sur d'autres formes de signaux.
Il a existé aussi des versions de galvanomètres, à axe vertical, dont le cadre mobile était suspendu par des fils de torsion qui acheminaient également le courant à mesurer, et dont l'aiguille était remplacée par un miroir qui permettait, sans contrainte mécanique, de projeter l'image d'un index sur une graduation située à quelque distance, augmentant ainsi la sensibilité. Ces appareils étaient excessivement fragiles, protégés par une cloche de verre et montés sur un support équipé de vis micrométriques pour ajuster la verticalité de l'axe.

### Ferromagnétique
Le galvanomètre ferromagnétique utilise deux palettes de fer doux à l'intérieur d'une bobine.
- L'une des palettes est fixe, l'autre solidaire de l'aiguille est montée sur pivot.
- Quand le courant passe dans la bobine, les deux palettes s'aimantent et se repoussent, quel que soit le sens du courant.
- Comme pour le cadre mobile un ressort est chargé de rappeler la palette dans la position indiquant le zéro.

Ce montage est souvent utilisé pour les afficheurs de tableaux. Il est de précision moyenne, mais fonctionne en alternatif ou en continu.
Les appareils ferromagnétiques mesurent des valeurs efficaces.
Leur sensibilité est médiocre et leur graduation n'est pas linéaire.

### Thermique
Un galvanomètre thermique est composé d'un fil dans lequel le courant circule. Ce fil s'échauffe et s'allonge, ce qui provoque le mouvement d'une aiguille.
Ce montage est le plus robuste des trois, mais c'est aussi le moins précis et il souffre aussi de réactions très lentes.
Il fonctionne aussi bien en alternatif qu'en continu et mesure des valeurs efficaces.
Ils étaient très utilisés pour mesurer des courants haute fréquence, notamment les courants d'antenne dans les installations radio.

### Galvanomètre tangentiel
Cet appareil, décrit d'abord par Claude Pouillet en 1837, a pour principe de comparer au champ magnétique terrestre le champ magnétique créé dans un solénoïde par le courant électrique à mesurer. Voir l'article : galvanomètre tangentiel.

## Caractéristiques générales
Un galvanomètre se caractérise essentiellement par : 
- sa sensibilité « s » : elle donne le nombre de divisions de l'échelle de lecture correspondant à une variation de courant d'une unité (généralement le microampère). Pour les appareils à spot lumineux, la sensibilité s'exprime souvent en millimètres par microampère ;
- sa résistance interne « ri » ;
- sa classe de précision : elle donne, en pourcentage du calibre, l'incertitude absolue sur la valeur mesurée,
- son mode de pose : vertical, horizontal ou oblique (à respecter sous peine d'erreurs de mesure).

## Avantages et inconvénients
Ces montages permettent des mesures plus ou moins précises.
- Associé à un montage redresseur, un diviseur de tension et de courant, il permet de mesurer : des tensions ou des courants continus et alternatifs.
- En ajoutant à un système à cadre mobile une pile pour l'alimentation d'un circuit résistant on obtient un ohmmètre pour mesurer les résistances.
- Les petits déplacements instantanés de l'aiguille permettent de visualiser certaines variations du signal mesuré, difficiles à traduire sur un afficheur numérique.

Ce montage est basé sur une mécanique de précision, donc assez fragile, sensible aux vibrations.
- La précision de cet appareil est devenue insuffisante pour bien des applications de l'électronique.
- Le galvanomètre ferromagnétique ne peut effectuer des mesures valables que sur des courants alternatifs non sinusoïdaux.
- Les systèmes électroniques de mesure sont nettement plus précis.

## Applications

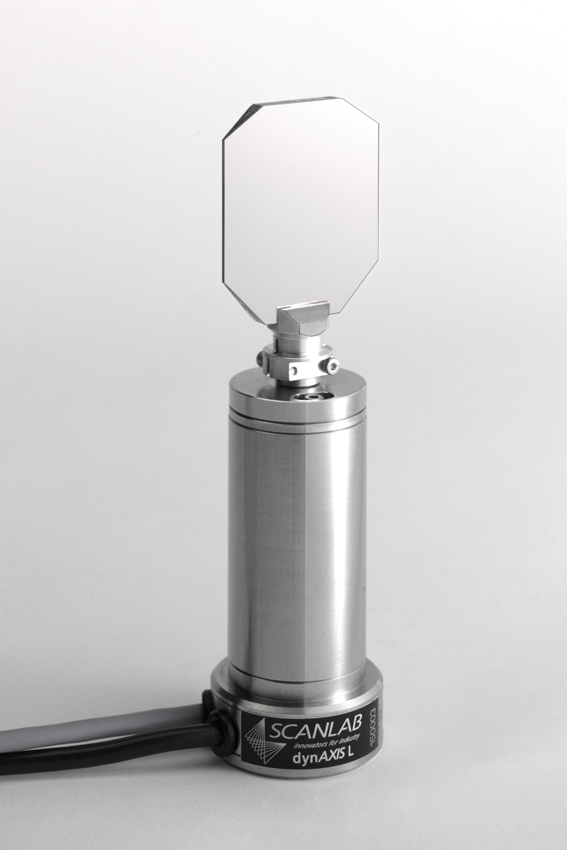
Galvanomètre moderne utilisé pour positionner un faisceau laser.

À présent, le principe du galvanomètre est utilisé dans de nombreux systèmes de contrôle et de positionnement. Par exemple, un galvanomètre est utilisé dans de nombreux lecteurs de CD pour positionner la tête de lecture optique. On trouve un galvanomètre aussi dans chaque disque dur, où il est utilisé pour positionner la tête de lecture magnétique.
Des galvanomètres sont aussi utilisés pour positionner des faisceaux laser dans des machines de stéréolithographie, de frittage sélectif par laser, dans des systèmes de projection laser ou dans des scanners 3D.
Dans toutes ces applications, la position est mesurée avec un encodeur ou senseur angulaire et réglée par un contrôle en boucle fermée.